# Milan Drageljević
Milan Drageljević (en serbio: Милан Драгељевић) (Belgrado, Serbia, 28 de febrero de 1977) es un exfutbolista serbio que jugaba en la posición de defensa.

## Clubes
| Club                | País       | Año       |
| ------------------- | ---------- | --------- |
| OFK Belgrado        | Serbia     | 2000-2002 |
| Eintracht Tréveris  | Alemania   | 2002-2006 |
| FC Victoria Rosport | Luxemburgo | 2006-2007 |